# Alfred Newton
Alfred Newton (Genebra, 11 de junho de 1829 — Cambridge, 7 de junho de 1907) foi um zoólogo e ornitologista inglês. Newton foi Professor de Anatomia Comparada na Universidade de Cambridge de 1866 a 1907. Entre suas numerosas publicações estavam um Dicionário de Pássaros de quatro volumes (1893-6), entradas sobre ornitologia na Encyclopædia Britannica (9ª edição), enquanto também editor do jornal Ibis de 1865 a 1870. Em 1900, ele foi premiado com a Medalha Real da Royal Society e a Medalha de Ouro da Linnaean Society. Ele fundou a União Britânica de Ornitólogos.

## Lista parcial de publicações
- Newton, A. (1862), «On the zoology of ancient Europe», Cambridge Philosophical Society
- Newton A. (1864–1907), Ootheca Wolleyana: 1. An illustrated catalogue of the collection of birds' eggs formed by the late John Wolley 2. Eggs of the native birds of Britain and list of British birds, past and present. A primeira parte foi publicada em 1864; foi somente em 1902 que Newton conseguiu retomar o trabalho e as partes seguintes apareceram em 1902, 1905 e 1907. O trabalho é ilustrado com placas litográficas coloridas e com ilustrações em preto e branco. Artistas incluem Newton, Balcomb, Grönvold, M. Hanhart, J. Jury e Joseph Wolf. A 11ª edição da Encyclopædia Britannica comenta: "[Esta] foi uma ampliação dos numerosos artigos sobre pássaros que ele contribuiu para a 9ª edição da Encyclopædia Britannica".[1]
- Newton, A.; Newton, E. (1868), «On the osteology of the Solitaire or Didine bird of the Island of Rodriguez», Proceedings of the Royal Society, 103: 428–433
- «On a Method of Registering Natural History Observations» (PDF). Transactions of the Norfolk and Norwich Naturalists' Society: 24–32, plates. 1871
- Newton, A. (1874), Manual of Zoology, Londres: SPCK
- Newton, A.; Parker, W.K. (1875), «Birds», Encyclopædia Britannica 9th Edition
- Newton, A. (1877). «The dodo». Encyclopædia Britannica 9th Edition. [S.l.: s.n.]
- Newton, A.; Newton, E. (1880). «List of the Birds of Jamaica». Handbook of Jamaica. [S.l.: s.n.]
- Newton, A. (1880), Report on the practicability of establishing a 'Close Time' for the protection of indigenous animals, by a Committee appointed by the British Association, 1869–1880, British Association Reports, Londres
- Newton, A. (1881), «The Wild Birds' Protection Act 1880, with explanatory notes. London (Field Office) 1880», Quarterly Review, 151 (301: January 1881): 100
- Newton, A. (1884), «Ornithology», Encyclopædia Britannica 9th Edition
- Newton, Alfred (1888), «Early days of Darwinism», Macmillan's Magazine, 57 (February 1888): 241–249
- Newton A. (assisted by Hans Gadow, with contributions from Richard Lydekker, Charles S. Roy e Robert Shufeldt) (1893–1896), Dictionary of Birds. Reimpresso em um volume (1088 páginas) Black, Londres, 1896.
- Newton A. et al. (1896–1903), Bird migration in Great Britain and Ireland. Reports of the Committee... British Association.